# Noa Noa
Noa Noa és un llibre escrit per Paul Gauguin i Charles Morice sobre l'experiència de Gauguin a Tahití durant la seva primera estada entre 1891 i 1893. El pintor va preparar deu xilografies per il·lustrar el llibre, col·lecció anomenada Suite Noa Noa. Abans de la seva publicació va tornar a marxar cap a Tahití i es va endur el seu manuscrit que va seguir ampliant amb dibuixos, gravats i fotografies.
Existeixen diferents versions del llibre, bàsicament. Primer hi ha l'edició original publicada per Morice amb el seu propi text i el de Gauguin (1901); el facsímil del manuscrit il·lustrat, anomenat Àlbum Noa Noa (1926) i finalment l'edició definitiva amb el text revisat per Gauguin i els gravats preparats per Daniel de Monfreid (1929).

## Títol

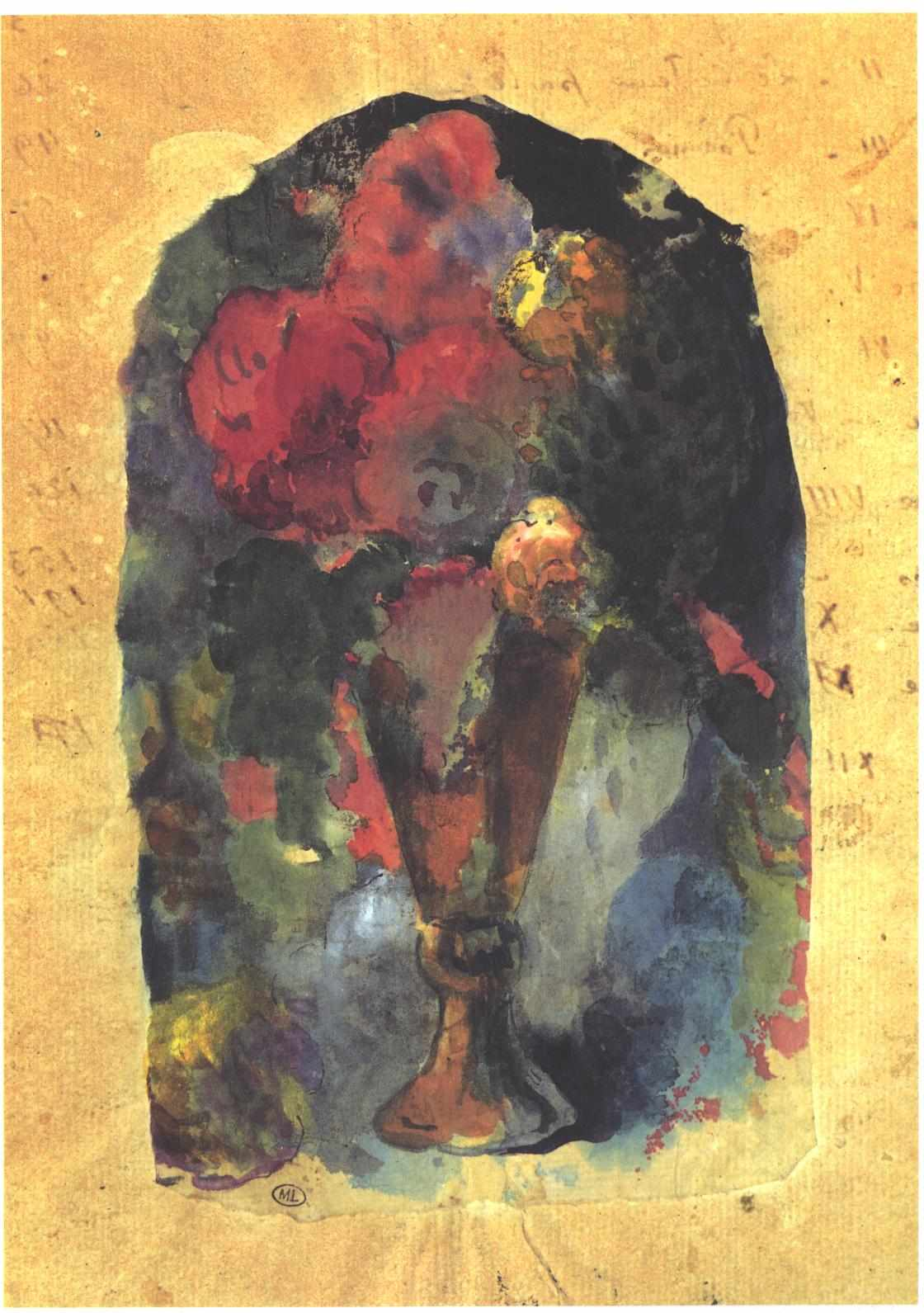
Ram de flors, frontispici de l'Àlbum Noa Noa.

El mateix títol ja l'havia utilitzat Gauguin per al quadre Noa Noa (1892), que s'ha traduït al catàleg de Wildenstein (W.487) com Nature embaumé (Natura embalsamada). El mateix Gauguin va explicar a un periodista de l'Echo de Paris que el títol de l'obra significa «fragant». En tahitià normalitzat és no'ano'a, «perfum o fragància». Com que Gauguin l'utilitza com a adjectiu, l'expressió completa seria Te no'ano'a fenua, «L'illa fragant».
La fragància a la que es refereix no prové de la natura de l'illa sinó de les dones tahitianes. Al final del primer capítol, Gauguin ho descriu: «Emanava d'elles un perfum barrejat, animal i vegetal, perfum de la seva sang i perfum de les flors de gardènia -tiare- que portaven als cabells. Téïné mérahi noa noa (ara molt olorós), deien.»
Més endavant, parlant de la seva companya Tehura, diu: «L'Eva d'aquell Paradís es lliura cada vegada més dòcil i amorosa. N'estic impregnat: noa noa!» Al frontispici de l'Àlbum Noa Noa va pintar una aquarel·la amb un ram de dàlies, inspirat en un quadre de Delacroix, possiblement per expressar la idea de fragància.

## Història
El 1883, Gauguin va tornar a París després d'una primera estada a Tahití. Va fer una exposició a la galeria de Durand-Ruel amb les seves obres tahitianes. Per fer el catàleg de l'exposició va demanar la col·laboració de l'escriptor Charles Morice. Com a complement va pensar editar un llibre a partir de les seves notes, que servís de promoció i per entendre els seus quadres. Morice s'hi va oferir per ajudar.
Gauguin va començar a fer una sèrie de xilografies per il·lustrar el text. L'edició del llibre es va anar retardant i Gauguin va decidir tornar de nou a Tahití. Va encarregar a Morice que acabés el redactat i a William Molard que supervisés el treball.
Gauguin es va endur una còpia manuscrita el text, deixant pàgines en blanc destinades als poemes que faltaven de Morice, i on hi va anar afegint gravats, fotografies i dibuixos. A més, en les últimes pàgines hi va redactar altres notes: Diverses choses (1897), una meditació sobre l'art, i L'Eglise catholique et les temps moderns (1897), un assaig religiós sobre el seu enfrontament amb l'Església Catòlica.
Als números de La Revue blanche del 15 d'octubre i de l'1 de novembre de 1897 es van publicar extractes del text conjunt preparat per Morice. Gauguin es va queixar que no tenia cap ni peus, que Morice havia retocat el seu text sense el seu consentiment i que no havia rebut els drets d'autor. El 1900, Morice els va publicar en la seva pròpia revista L'Action humaine, i Gauguin va publicar extractes de la seva versió al periòdic colonial Les Guêpes on n'era el redactor en cap.
El juliol de 1901 es va publicar el llibre a compte d'autor per Éditions de La Plume. Quan Gauguin estava a punt de marxar de Tahití cap a les illes Marqueses va rebre l'anunci de Morice que li enviaria 100 exemplars. Gauguin va respondre que la publicació a deshora ja no tenia cap interès per a ell, que només li serviria com a paper per cremar. De totes maneres, després va demanar a Monfreid que es fes amb un exemplar i li enviés. Però no va arribar a veure el llibre publicat.
El manuscrit de Gauguin es va poder recuperar després de la seva mort, el 1903 a Hiva-Oa, i va quedar en poder de Daniel de Monfreid. El 1910 se'n van publicar extractes a Les Marges, dirigit per l'escriptor rossellonès Eugène Monfort (1878-1936). El juny de 1926, el crític d'art alemany Meier-Graefe va publicar a Berlín una reproducció del manuscrit en facsímil, a la impremta Ganymed amb 320 exemplars. Davant les reclamacions de la família danesa de Gauguin per recuperar les pertinences del pintor, Monfreid va fer donació del manuscrit al Museu del Louvre el 1927.
El 31 de gener de 1929, l'editor Crès de París va publicar la versió definitiva. Monfreid va gravar per aquesta edició dues fustes grans, dotze capçaleres i deu vinyetes. Es va inspirar en obres de Gauguin, figurant la majoria en el manuscrit original. Charles Morice havia mort el 1919 i el seu nom no apareix en aquesta edició.

## Contingut
En l'edició original de La Plume (1901) s'intercalen els texts lírics amb poemes de Morice i el relat en prosa de Gauguin. En total són onze capítols on tots els de numeració parell porten per títol «Le Conteur parle» (el contista parla), escrits per Gauguin, constituint així cinc conjunts de capítols dobles, més el d'introducció. Més que una crònica o un diari és un relat fantasiós per explicar idees i emocions amb la intenció que les seves pintures exòtiques fossin més accessibles i entenedores de cara al públic hostil i els crítics escèptics.
El primer capítol «Point de Vue» (punt de vista) és una mena de presentació feta per Morice. En l'edició definitiva Gauguin el va modificar canviant el títol per «Songeries» (somnis) Al capítol «Vivo» (flauta tradicional) Gauguin explica la seva arribada a Tahití, el funeral del rei Pomaré, la instal·lació en una cabana a Mataiea, i descriu l'escena del quadre Home amb una destral (W.430) i com va pintar Dona amb una flor (W.420).
Al capítol «Papémoë» (aigua misteriosa) descriu la vida amb els seus veïns i com es reuneixen en una casa comunal per cantar o xerrar, escena pintada a La casa dels himnes (W.477). S'ha fet amic de Jotepha per qui sent una atracció per la seva figura andrògina. Explica una excursió a la muntanya amb Jotepha per anar a buscar fusta per esculpir. Acaba amb una història fantasiosa per descriure el seu quadre Aigua misteriosa (W.498).

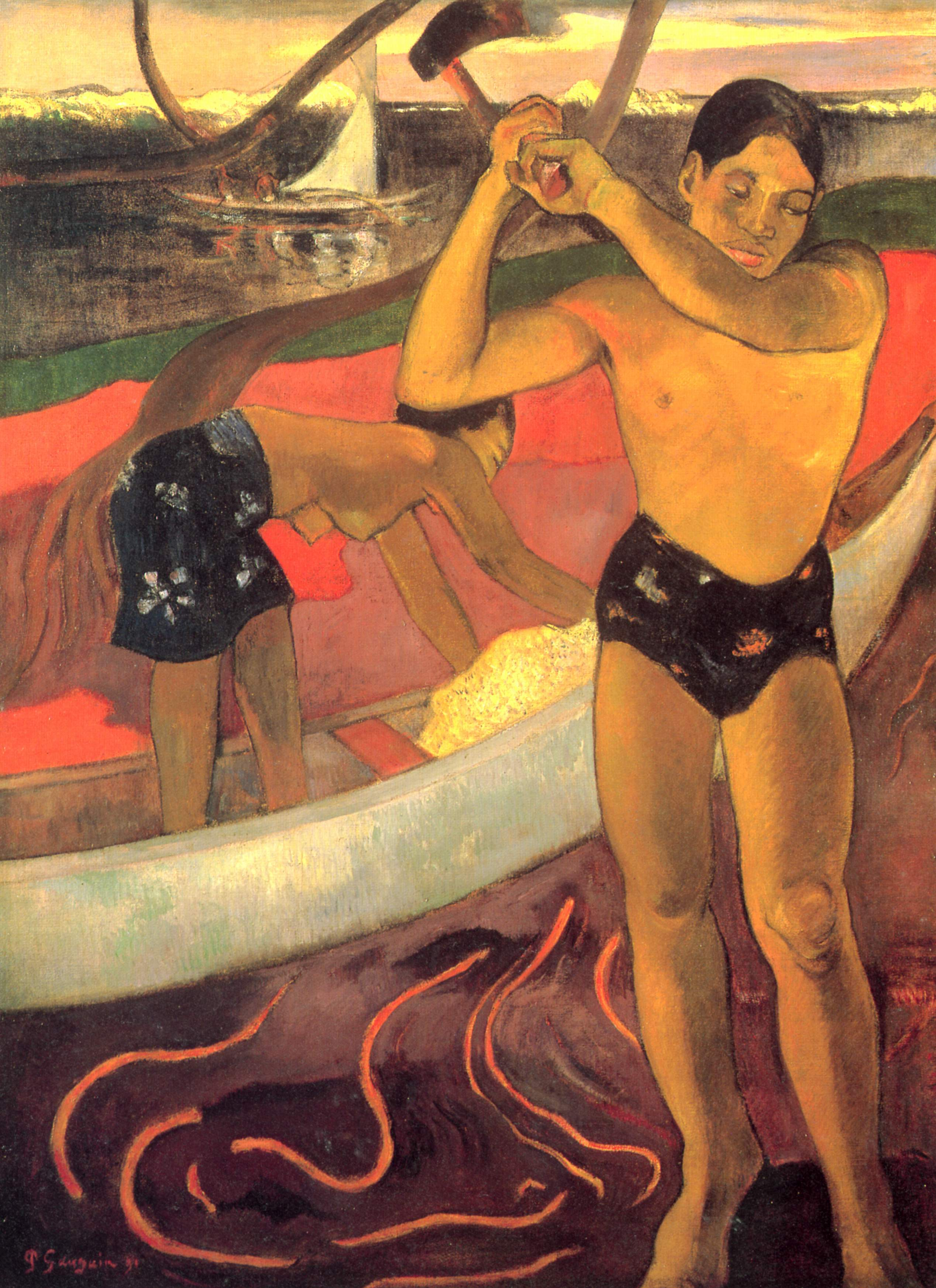
Home amb una destral (1891), col·lecció privada, W.430
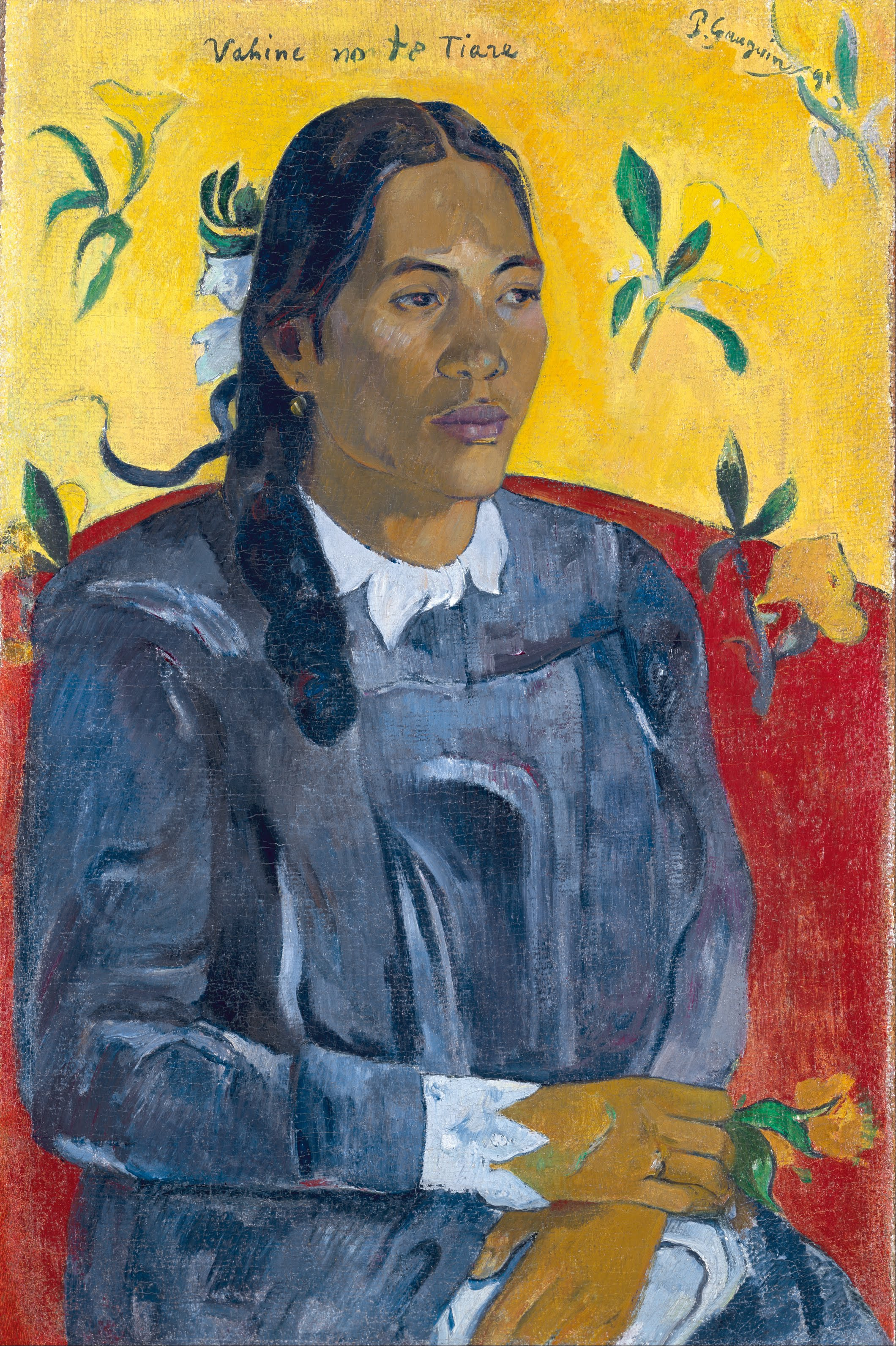
Dona amb una flor (1891), Ny Carlsberg Glyptotek, W.420
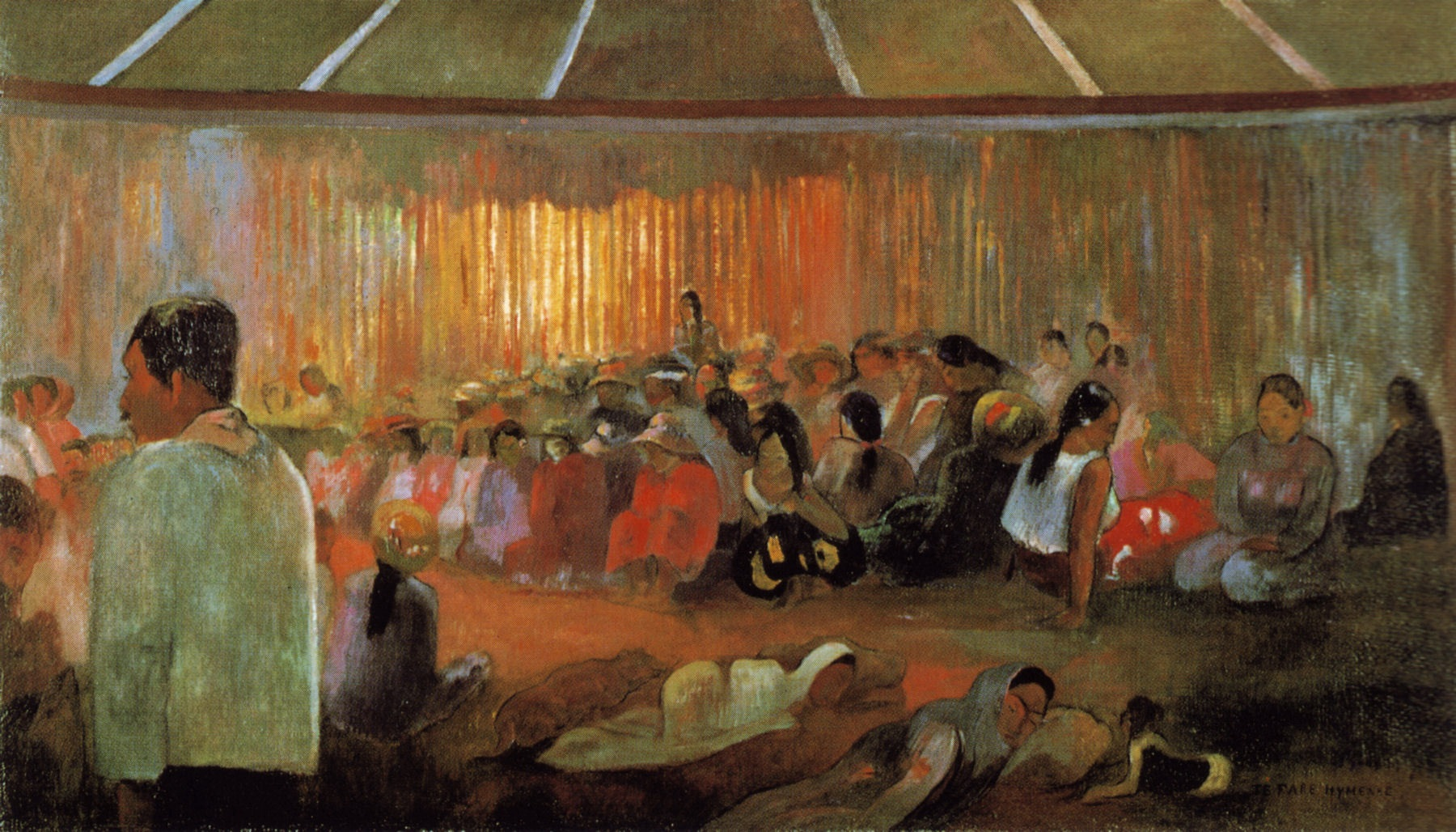
La casa dels himnes (1892), col·lecció privada, W.477
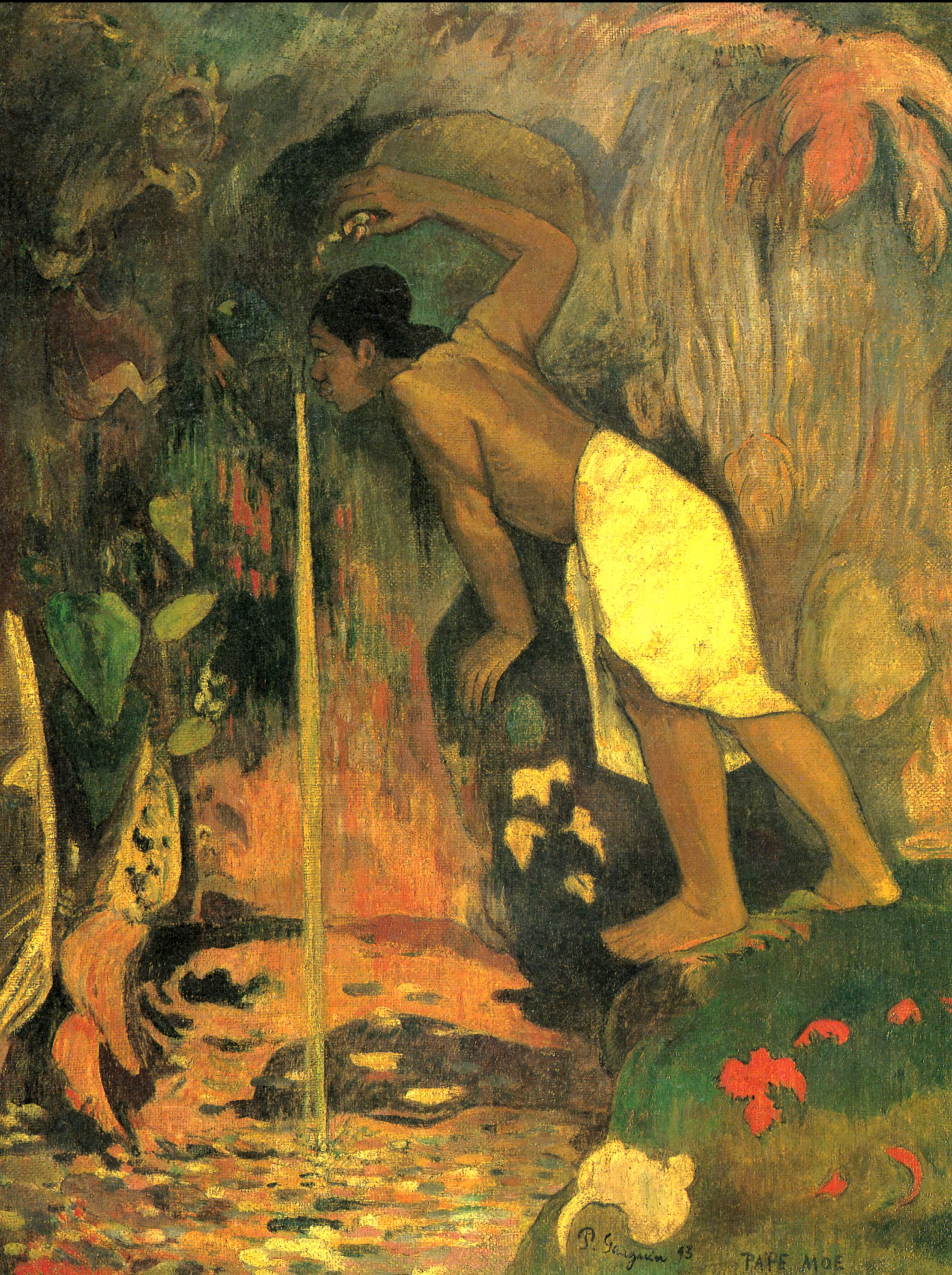
Aigua misteriosa (1893), col·lecció privada, W.498

Al cim del mont Aorai (2.066 m) explica el mite d'Hina i Fatu, els déus de la Lluna i de la Terra, copiant-lo literalment del llibre Voyage aux îles du Grand Océan (1837) de Jacques Antoine Moerenhout. Al capítol «Navénavé fénua» (terra deliciosa) explica com es va trobar amb Tehura, que en realitat es deia Tehe'amana, i com es va convertir en la seva dona. Diu que se sentia en el Paradís amb una Eva. La seva descripció romàntica té paral·lelismes amb Le mariage de Loti de Pierre Loti. En una de les històries explica l'escena de Manao tupapau (W.457).

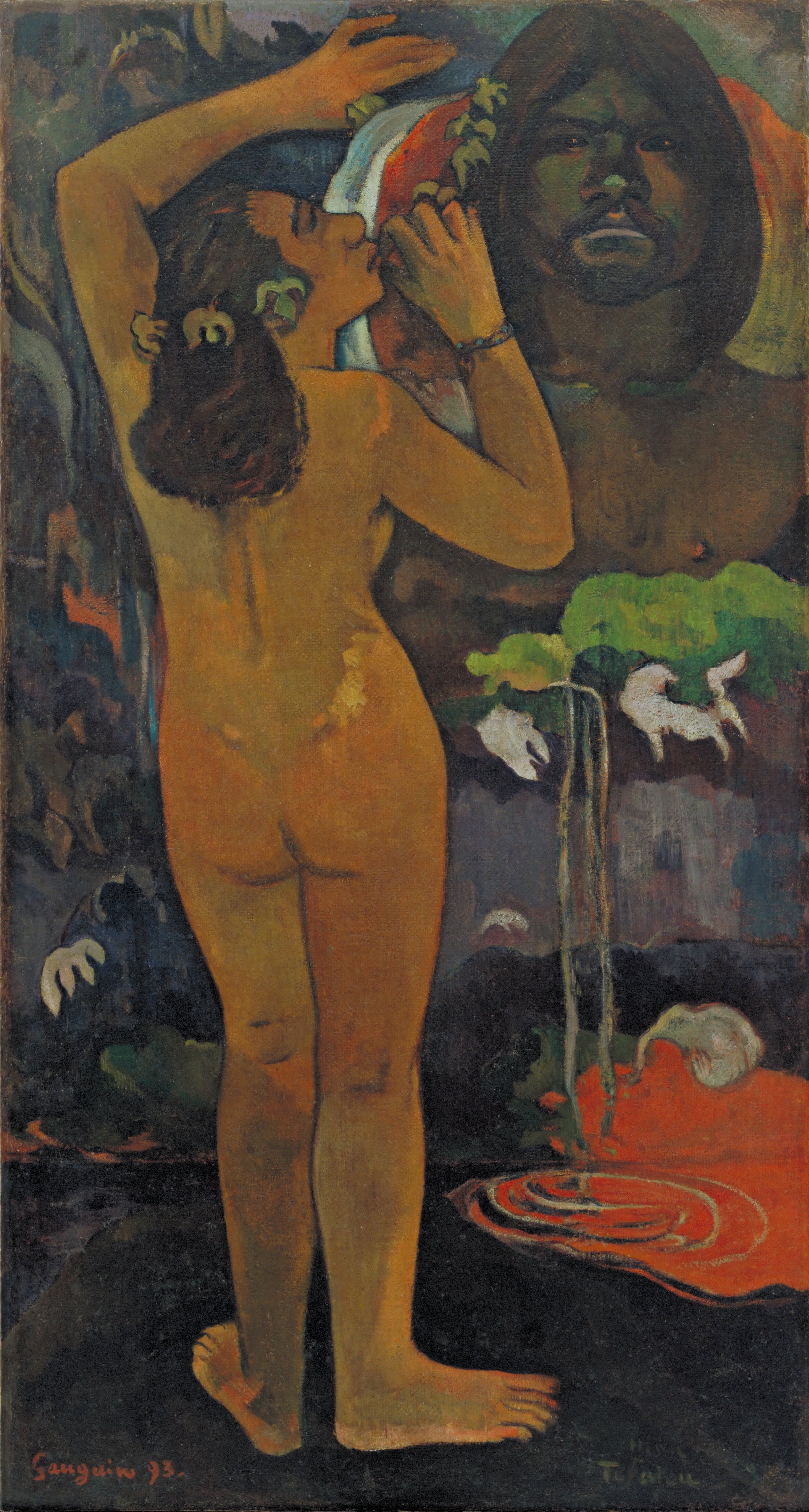
Hina Tefatou (1893), Museu d'Art Modern de Nova York, W.499
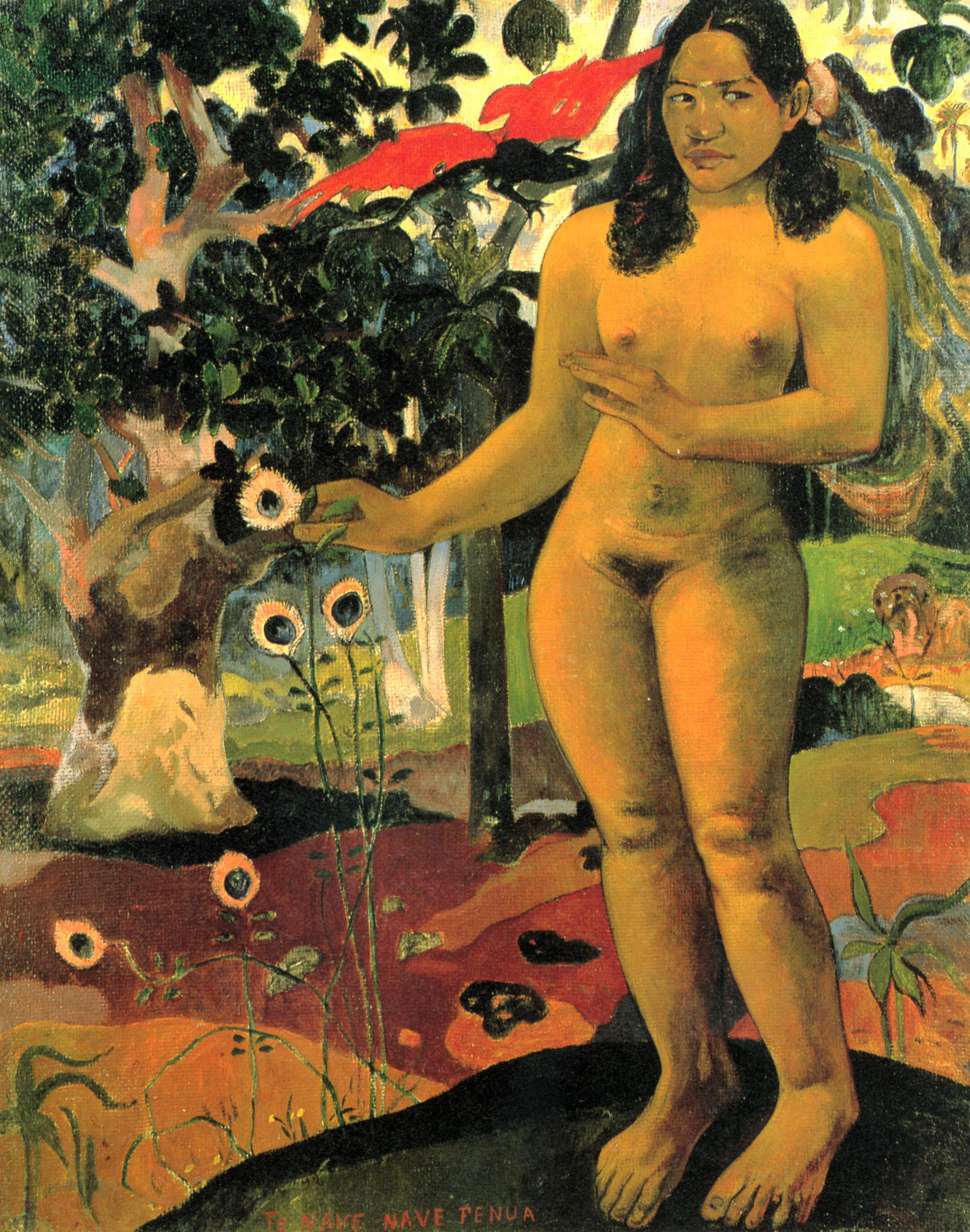
Te nave nave fenua (1892), Ohara Museum of Art, W.455
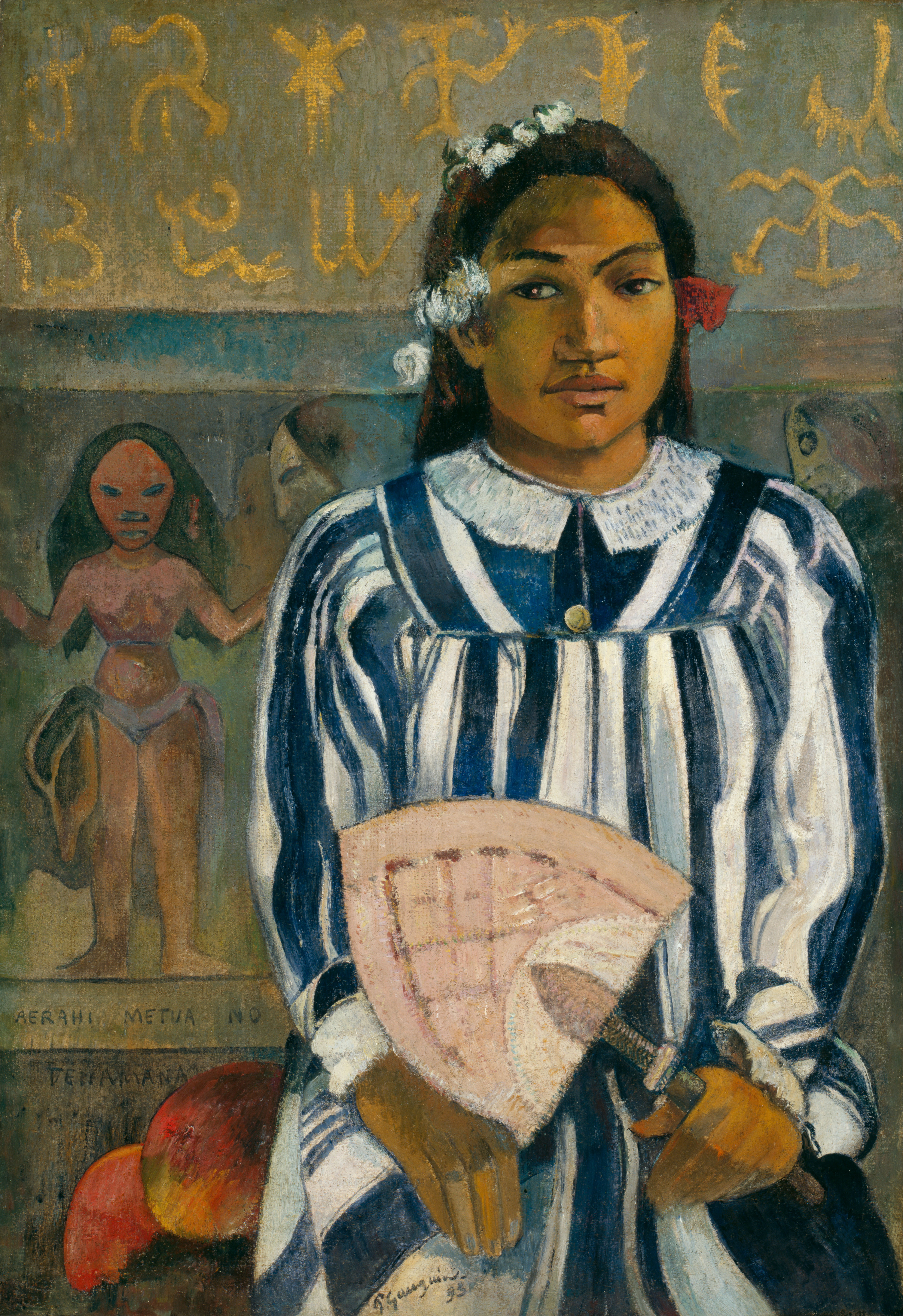
Tehamana té molts parents (1893), Art Institute of Chicago, W.497
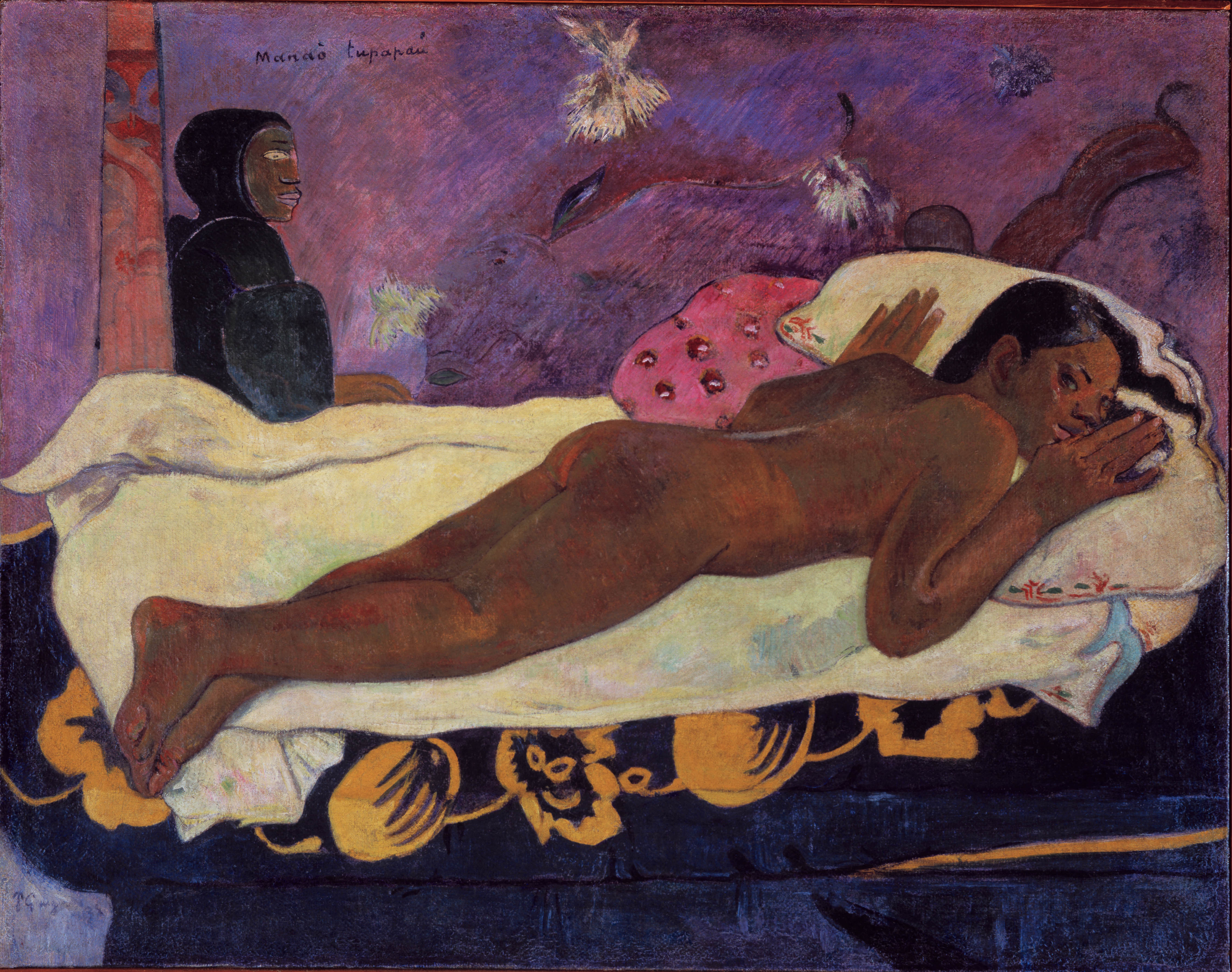
Manao tupapau (1892), Albright-Knox Art Gallery, W.457

El capítol «Parahi té maraë» (allà hi ha el marae, temple tradicional) és diferent als anteriors on narra l'adaptació als ritmes lents de vida de l'illa. Aquí explica llegendes de la mitologia local presentades com una narració feta per la seva companya Tehura, però en realitat estan copiades del llibre de Moerenhout. La fascinació pels mites, la secta dels ariois, originada per la unió del déu Oro i la mortal Vairumati, i per l'organització tradicional de la societat, queda reflectida en alguns quadres.

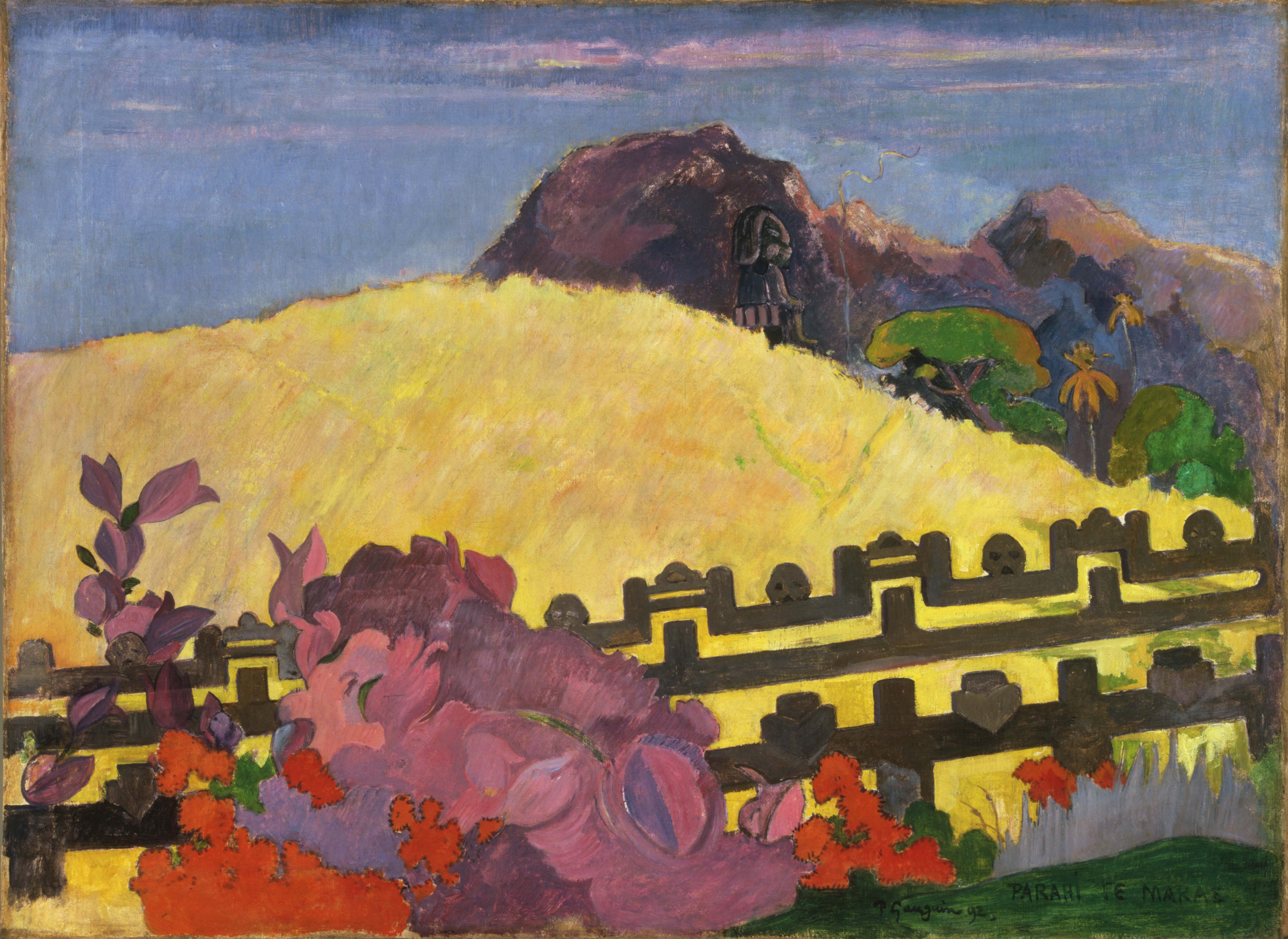
Parahi te marae (1892), Museu d'Art de Filadèlfia, W.483
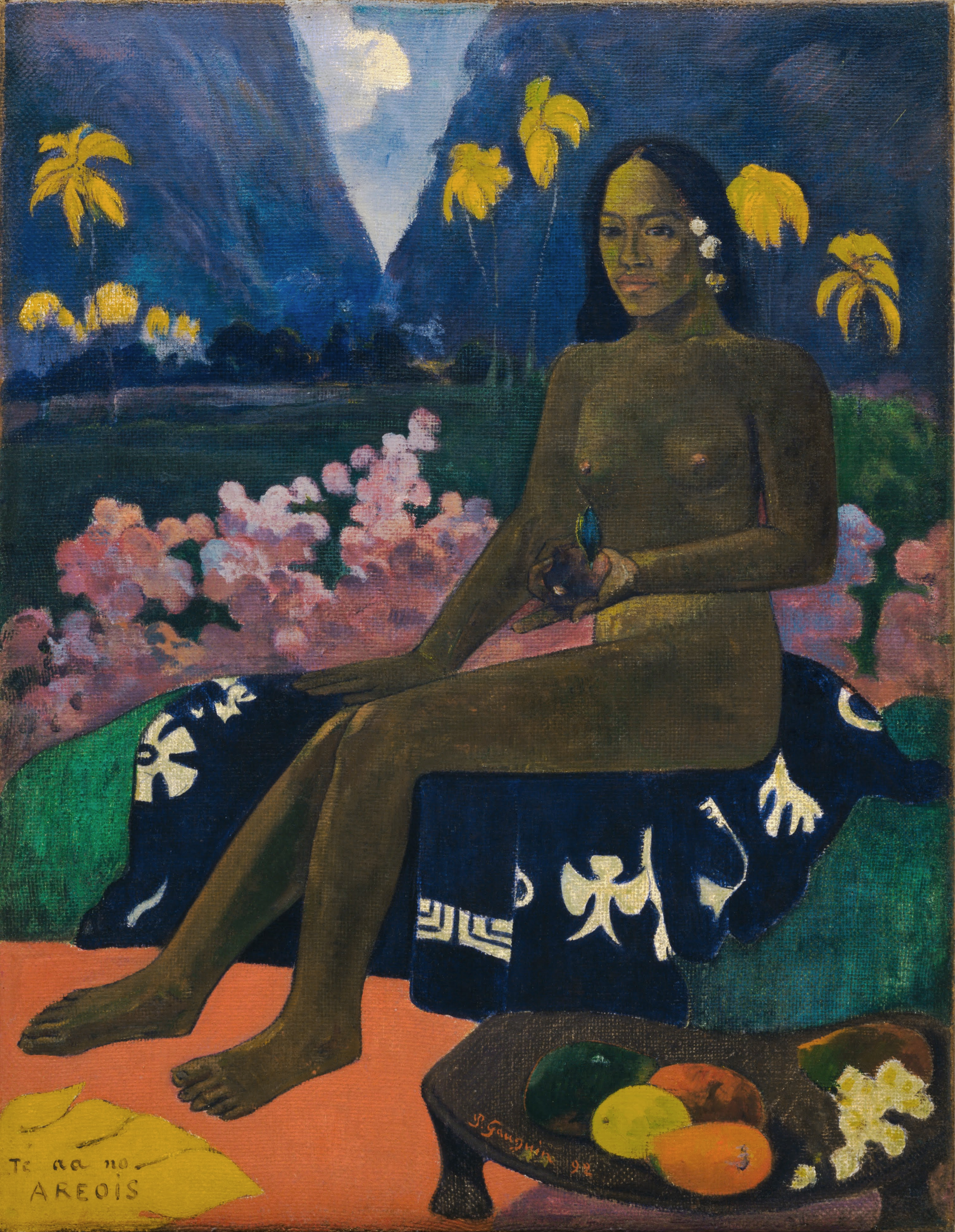
La llavor dels ariois (1892), Museu d'Art Modern de Nova York, W.451

## Suite Noa Noa
La Suite Noa Noa és el segon grup important de gravats fets per Gauguin. Els va fer entre l'hivern de 1893 i la primavera de 1894. Tenia per objecte il·lustrar el text de Noa Noa, però no es va arribar a editar tal com estava previst.
La tècnica de la xilografia permetia a Gauguin combinar l'escultura de la fusta en baix relleu amb el color evocatiu de les seves pintures. Va assajar diferents tècniques amb la intenció d'aconseguir un resultat primitiu. Així va arribar a estampar dues vegades variant la posició creant una imatge borrosa simulant moviment. Va fer proves amb diferents combinacions de colors i diferents papers, i després es va dedicar a pintar el paper imprès. El resultat, tosc i bast, va aconseguir l'efecte esperat i va arribar a influir en el futur pintor impressionista Edvard Munch.
A més de les proves impreses pel mateix artista, Gauguin va demanar a Louis Roy la impressió d'una edició d'uns 25 o 30 exemplars. Però Roy no va fer una edició uniforme sinó que va anar variant les combinacions de colors. El 1921, el seu fill Pola Gauguin va fer una nova impressió de deu gravats, en la sèrie 10 Traesnit, on va incloure vuit originals de la Suite Noa Noa.
Els temes dels gravats tenen poca relació amb el text i no sembla que segueixin cap seqüència en particular. Però sí que estan relacionats amb les escenes dels quadres, fins i tot amb títols semblants en tahitià. Destaquen l'amor, la procreació, la vida plaent i l'espiritualitat i mitologia:
- Noa Noa, «fragància» (Kornfeld 13, Guérin 17).[1]
- Nave Nave Fenua, «terra deliciosa» (Kornfeld 14, Guérin 28).
- Te Faruru (te fa'aruru), «fent l'amor» (Kornfeld 15, Guérin 22).
- Auti Te Pape (ha'uti te pape), «jugant en el riu» (Kornfeld 16, Guérin 35).
- Te Atua, «el déus», on representa Hina, Fatu i Ta'aroa (Kornfeld 17, Guérin 31).
- L'Univers est crée, «l'Univers ha estat creat» (Kornfeld 18, Guérin 26).
- Mahna No Varua Ino, «el diable parla» (Kornfeld 19, Guérin 34).
- Manao Tupapau (mana’o tūpāpa’u), «l'esperit de la nit vetlla» (Kornfeld 20, Guérin 20).
- Te Po (te pō), «la nit eterna o la foscor», amb un autoretrat al fons (Kornfeld 21, Guérin 15).
- Maruru (māuruuru), «acció de gràcies» (Kornfeld 22, Guérin 24).

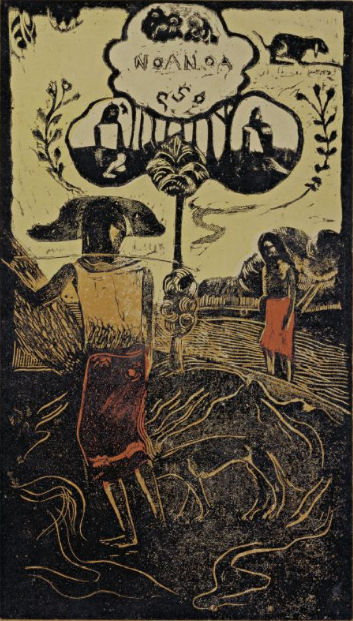
Noa Noa
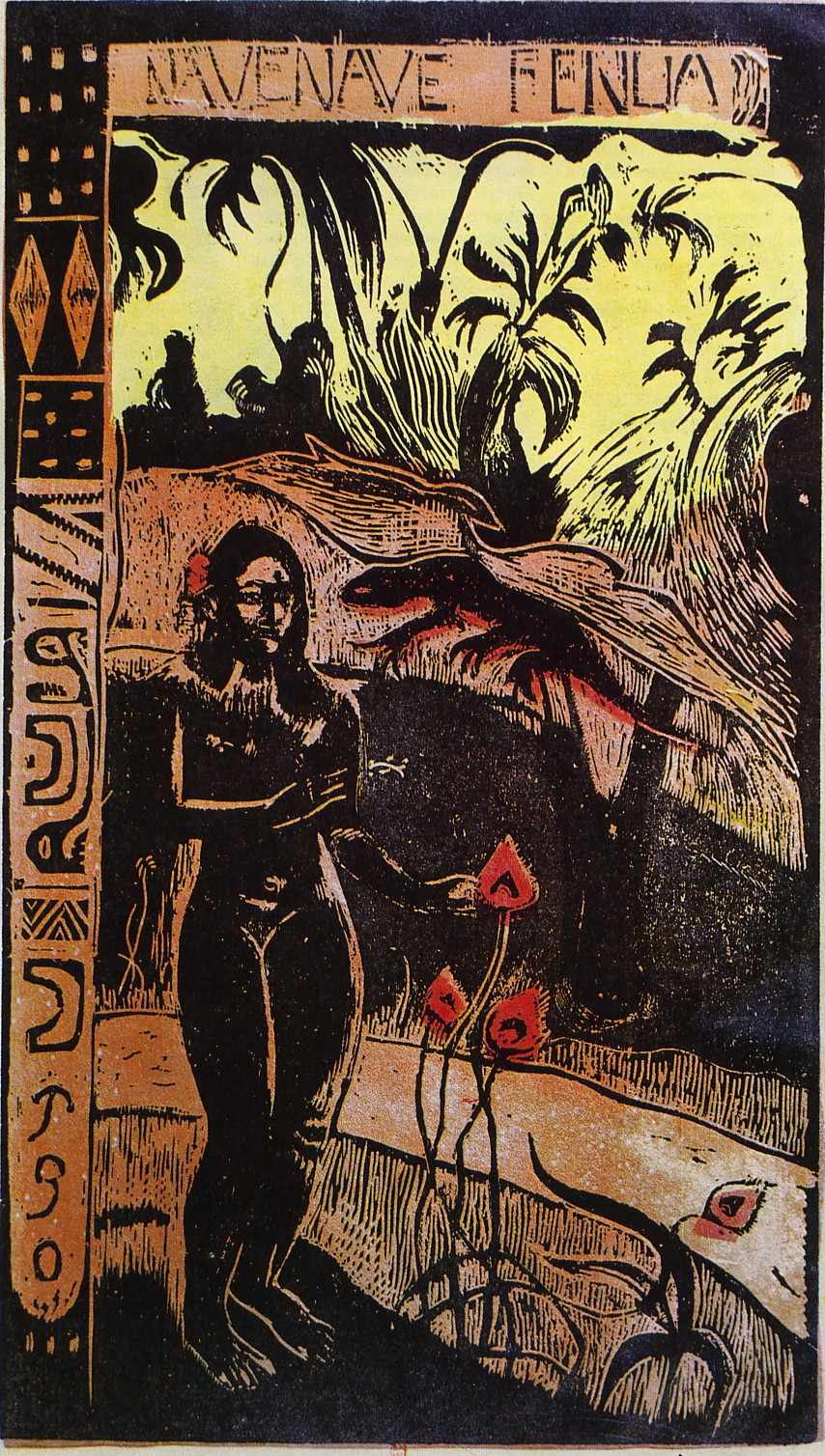
Nave Nave Fenua
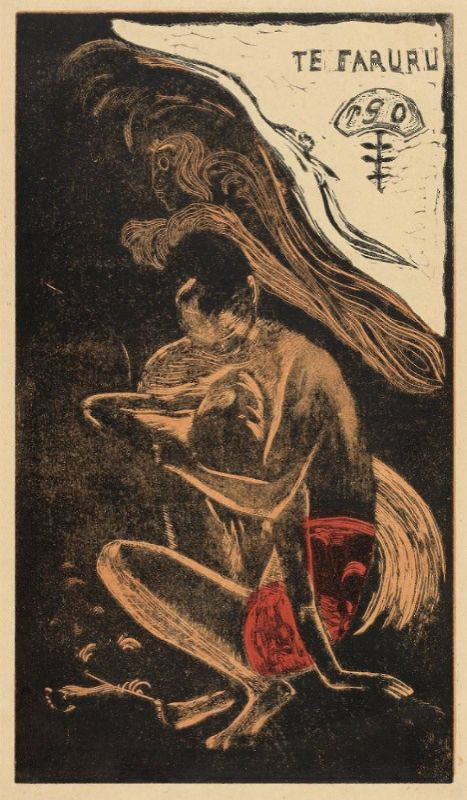
Te Faruru
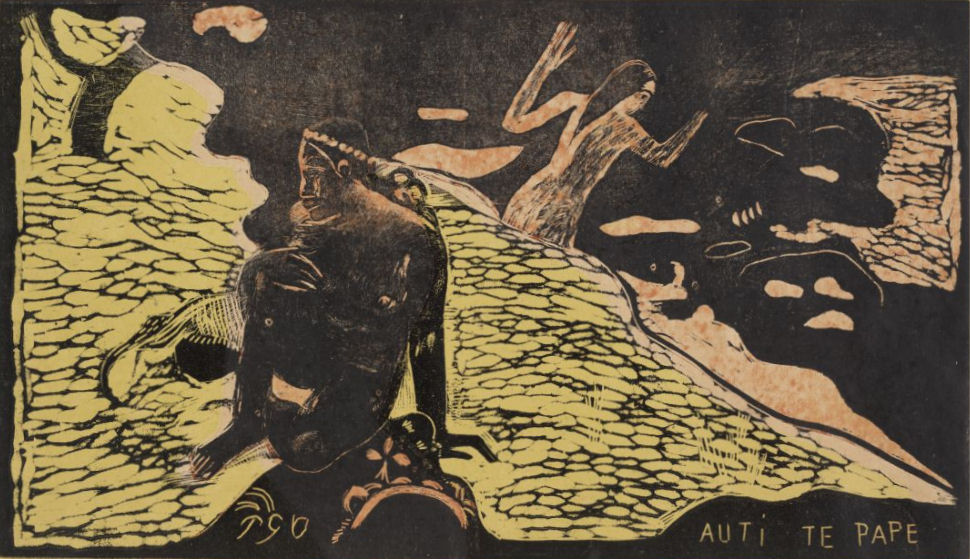
Auti Te Pape
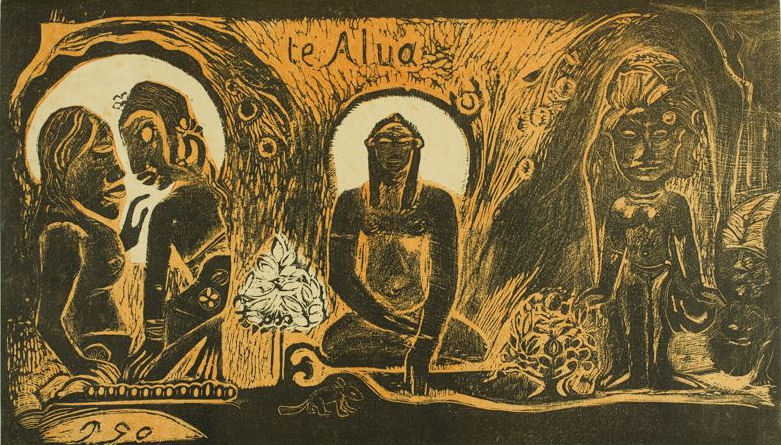
Te Atua
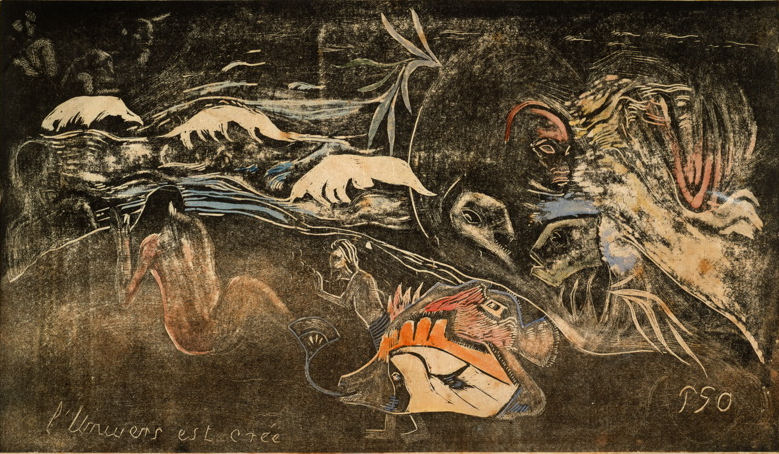
L'Universe est crée
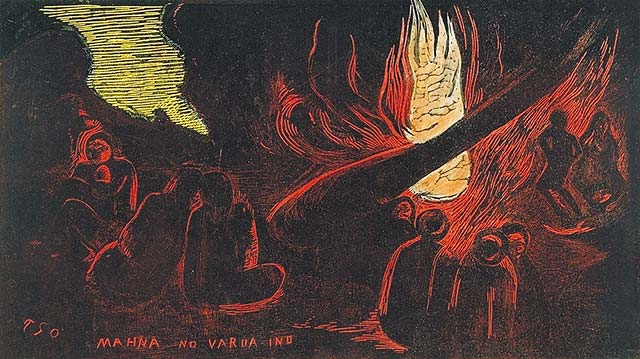
Mahna No Varua Ino
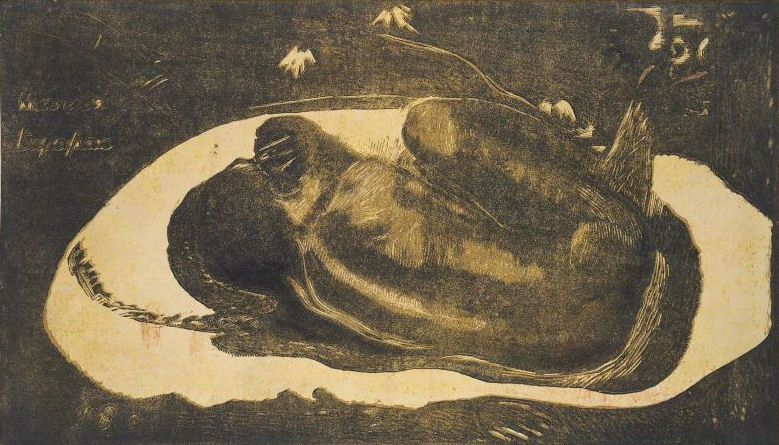
Manao Tupapau
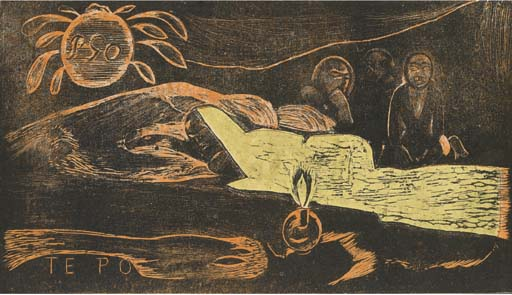
Te Po
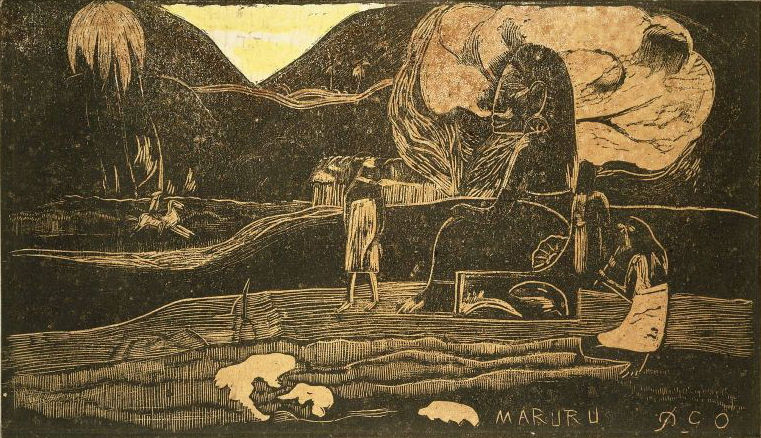
Maruru

## Àlbum Noa Noa
L'Àlbum Noa Noa, o Àlbum Gauguin, és el manuscrit que Gauguin es va endur en el segon viatge a Tahití, i que va utilitzar com a llibre de viatge. El va anar ampliant amb notes, dibuixos pintats a l'aquarel·la i retalls encolats de premsa, gravats i fotografies. Consta de 210 pàgines, amb 158 de només text, una dotzena en blanc, una trentena d'aquarel·les i vint gravats. A més, hi ha dispersos alguns monotips, dues reproduccions d'obres de Gauguin retallades i sis fotografies encolades.

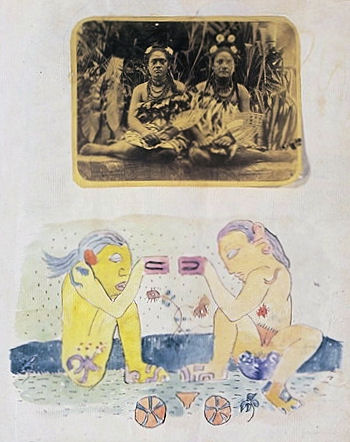
Foli 30 recto: Dues tahitianes (foto) i deesses polinèsies (dibuix)
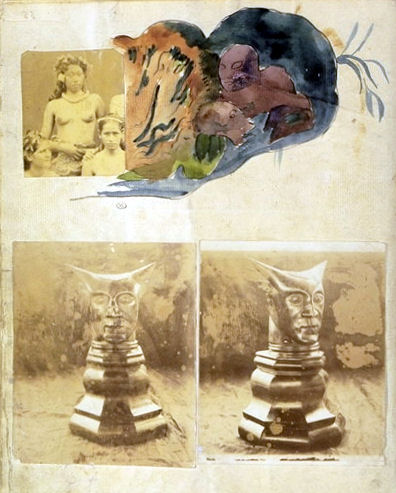
Foli 30 verso: Família tahitiana (foto), espectres (aquarel·la) i escultura d'un ídol (fotos)
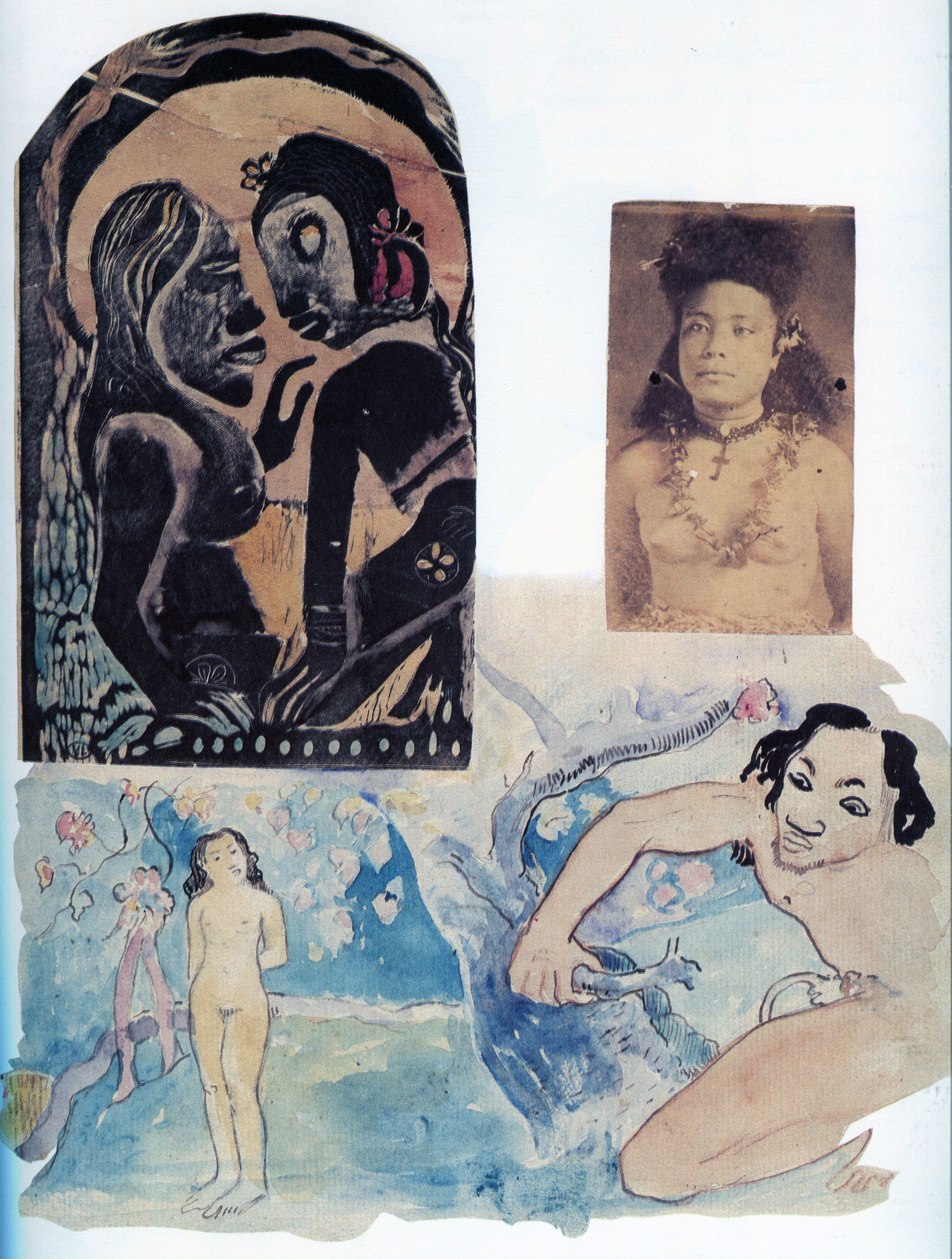
Foli 31 recto: Te Atua (retall de xilografia), tahitiana (foto) i parella en la natura (aquarel·la)
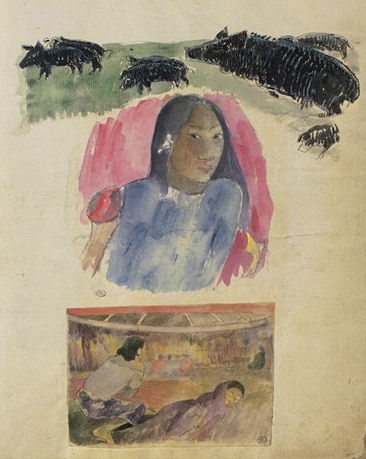
Foli 36 recto: Porcs, tahitiana i reunió nocturna (aquarel·les)
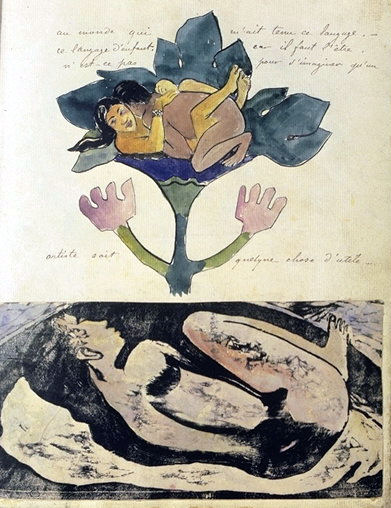
Foli 42 recto: Parella enllaçada (dibuix, aquarel·la i text) i detall de Manao tupapau (xilografia)
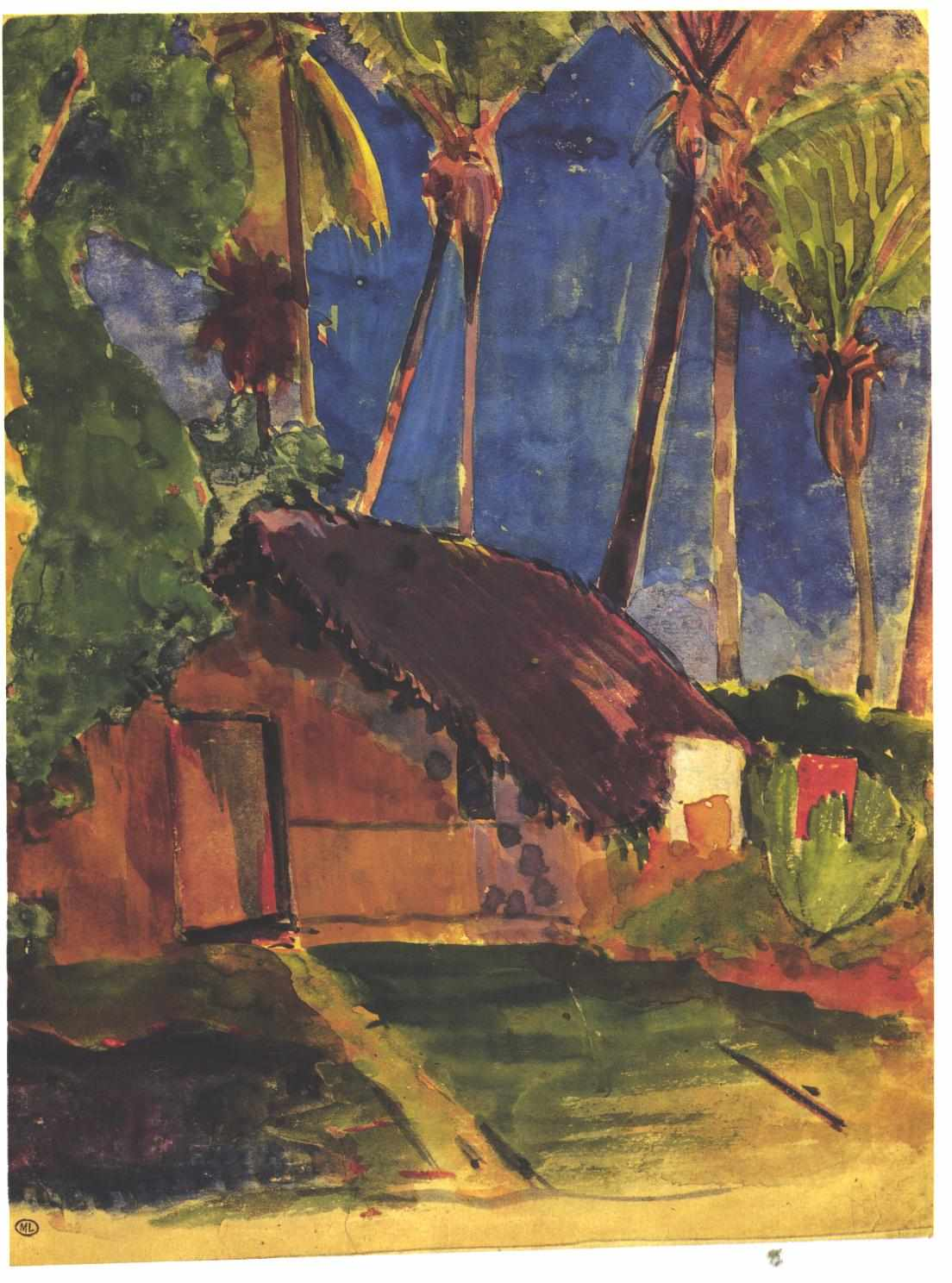
Foli 95 recto: Cabana sota els cocoters (aquarel·la)
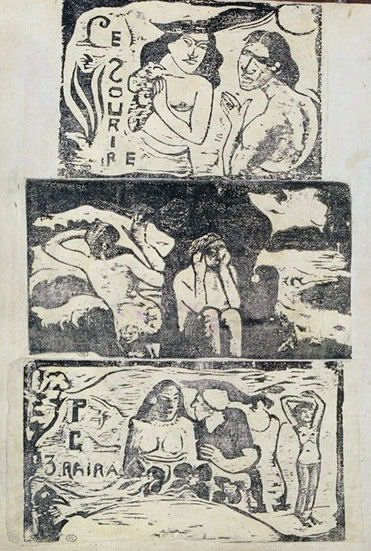
Foli 97 verso: Capçaleres de Le Sourire i frontispici del catàleg de l'Exposició del Cafè Volpini (xilografies)
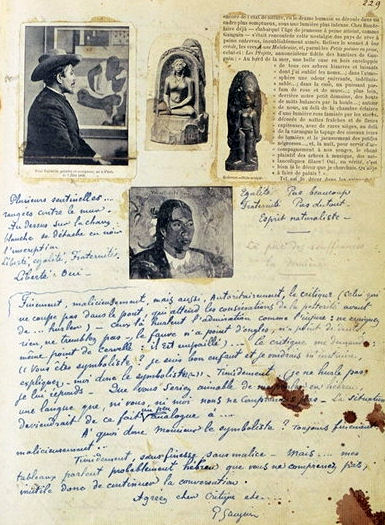
Foli 119 recto: Gauguin amb Te Faaturuma, detall de Dona amb una flor i escultures (retalls de premsa)